# Dean Barker
Dean Barker (ur. 2 sierpnia 1970 w Isleworth) – brytyjski żużlowiec.

## Życiorys
Brązowy medalista młodzieżowych indywidualnych mistrzostw Wielkiej Brytanii (Eastbourne 1989). Dwukrotny medalista indywidualnych mistrzostw Wielkiej Brytanii: srebrny (Eastbourne 2003) oraz brązowy (Coventry 1995). Dwukrotny złoty medalista drużynowych mistrzostw Wielkiej Brytanii (1995, 2002).
Finalista indywidualnych mistrzostw świata juniorów (Coventry 1991 – jako rezerwowy). Finalista drużynowego Puchar Świata na żużlu (Vojens 2003 – V miejsce). Wielokrotny reprezentant Wielkiej Brytanii w eliminacjach indywidualnych mistrzostw świata.
W lidze brytyjskiej reprezentant klubów Eastbourne Eagles (1986-1989, 1993-1995, 1997, 1999-2003, 2005-2007), Cradley Heath Heathens (1987, 1988), Oxford Cheetahs (1990-1992) oraz Arena Essex (2004). W lidze polskiej startował w sezonie 1991, reprezentując klub ROW Rybnik.